# Greta Magnusson-Grossman
 (janvier 2025).
Greta Magnusson-Grossman, née le 21 juillet 1906 à Helsingborg et morte en août 1999, est une designer de meubles, décoratrice d'intérieur et architecte suédoise. Elle fut l'une des rares femmes designers à s'imposer sur la scène architecturale de Los Angeles au milieu du XXe siècle. Son exposition précoce au modernisme européen a profondément influencé son œuvre architecturale ultérieure, considérée comme une synthèse des idéaux européens et de la culture et du mode de vie de la Californie du Sud.

## Biographie

### Éducation
Magnusson-Grossman est née Greta Magnusson le 21 juillet 1906 à Helsingborg, en Suède.
Issue d'une famille d'ébénistes suédois, elle est apprentie menuisière chez le fabricant de meubles Kärnans à Helsingborg après avoir obtenu son diplôme à l'Ebba Lundbergs Högre. Pendant son apprentissage à Helsingborg, elle est la seule femme de l'atelier. Grossman reconnaît les inconvénients d'être une femme artiste et déclare qu'elle se sentait obligée « d'avoir une longueur d'avance ou de ne pas en avoir ». En 1928, Magnusson étudie le design de meubles à Konstfack à Stockholm, puis l'architecture à l'Académie royale de technologie de Stockholm.
En 1933, elle remporte le prix du design de meubles décerné par la Société suédoise de design industriel, devenant ainsi la première femme à remporter ce prix. La même année, elle épouse le musicien de jazz et chef d'orchestre britannique Billy Grossman en 1933. Ils n'ont pas d'enfant. 

### Carrière
Elle est brièvement employée par Westerberg's sur Kungsgatan à Stockholm.
En 1933, Grossman reçoit le deuxième prix dans la catégorie « Meubles combinés » d'un concours de meubles parrainé par l'Association des artisans de Stockholm et devient la première femme à remporter ce concours.
Au début des années 1930, Greta Magnusson Grossman crée sa propre entreprise, le « Studio », à Stureplan, à Stockholm, où elle conçoit et produit des meubles et des accessoires.
On peut l'entendre en tant que candidate dans l'édition du 12 novembre 1952 de l'émission You Bet Your Life.
En 1940, en pleine Seconde Guerre mondiale, elle quitte la Suède et s'installe avec son mari à Los Angeles où ils ouvrent le Magnussen-Grossman Studio sur Rodeo Drive. Le studio se concentre sur la conception de meubles et d'éclairages et vend à plusieurs sociétés de meubles réputées telles que Sherman Bertram, Martin Brattrud, Cal-Mode et Barker Brothers' Modern Shop. Ses meubles se caractérisent par un mélange unique de matériaux et des proportions élancées. Son travail attire la clientèle hollywoodienne et elle conçoit des intérieurs pour des stars telles que Greta Garbo et Ingrid Bergman.
Tout au long des années 1960, elle est une figure de proue de l'architecture expérimentale, influencée par les modernistes européens et le Bauhaus, notamment Walter Gropius et Ludwig Mies van der Rohe. En 1943, sa maison de plain-pied à Beverly Hills est le premier projet qui permet à Grossman d'agir à la fois en tant qu'architecte et décoratrice d'intérieur. Cette maison constitue une avancée majeure pour Grossman en tant qu'architecte et fait l'objet d'un article dans l'influent magazine Arts & Architecture de John Entenza. Ses maisons sont plus petites, environ 1 500 pieds carrés, et sont soigneusement conçues à l'aide de matériaux tels que le bois et le verre. Son travail reflète à la fois le style international de ses compatriotes européens émigrés, tels que Rudolph Schindler et Richard Neutra, et les logements aérés et ouverts des architectes du programme Case Study, tels que Craig Ellwood, les Eames et Pierre Koenig. Entre 1949 et 1959, elle conçoit quatorze maisons à Los Angeles. Grossman s'est fait connaître en construisant des maisons sur des « terrains difficiles », des terrains de moins de 1 500 pieds carrés avec des paysages difficiles à flanc de colline. Elle a ensuite travaillé avec des designers influents de Californie du Sud tels que Garrett Eckbo.

### Héritage
En 1966, Grossman se retire de la scène architecturale de Los Angeles et s'installe avec son mari dans une maison qu'elle a conçue à Encinitas, au nord de San Diego. Elle passe les 30 dernières années de sa vie à vivre dans une relative obscurité et à peindre des paysages. En 2010, une exposition de son travail est présentée à Stockholm et une exposition de 2012 à Pasadena est la première rétrospective de sa carrière. [En 2012, l'une des lampes en aluminium et en laiton de Grossman a été vendue pour 37 500 dollars lors d'une vente aux enchères, un record pour ses meubles.
En 1999, la société R 20th Century travaille sur un catalogue de l'œuvre de Grossman. L'architecte de Los Angeles Pierre Koenig apprend l'intérêt de la société et envoie le numéro du célèbre photographe d'architecture Julius Shulman, qui avait pris des photos du travail de Grossman au sommet de sa gloire dans les années 1940 et 1950. La société a retrouvé et enregistré une grande partie du travail de Grossman à la suite de la découverte de cette collection.
Elle est décédée en août 1999.